# Louise Ekland
Pour les articles homonymes, voir Ekland.
Louise Ekland est une animatrice de télévision et de radio franco-britannique, née le 22 juillet 1978 à Liverpool (au Royaume-Uni).
Depuis ses débuts, sa carrière s’est déroulée dans les médias français.
Après être passée à plusieurs reprises par le groupe M6 où elle a notamment coanimé La France a un incroyable talent, par France Télévisions et BFM TV, elle retrouve France 3 en 2017.
Elle a fait la saison 2013-2014 en tant qu'animatrice de radio, à l'antenne de la matinale de RTL2.
Elle est à la tête de l'émission On a la solution sur France 3 et Cultissime sur France Info.
En parallèle, Louise Ekland a créé la société de production Ekland Group.

## Biographie

### Jeunesse
Louise Ekland est née en 1978 à Liverpool en Angleterre d'un père mécanicien et d'une mère secrétaire de mairie.
Grâce à une bourse accordée par The Prince's Trust, Louise Ekland est formée à la musique, à la danse et à la comédie. Elle a ensuite l’occasion d’être présente dans les comédies musicales Seven Brides for Seven Brothers (en), Grease ou encore Singin' in the Rain (en) et Émilie Jolie.
Elle danse dans un film indien : La Famille indienne.

### 2005 à 2011
Sa première expérience à la télévision française est en 2005 sur Game One, la chaîne consacrée aux jeux vidéo.
De 2005 à 2006, Louise Ekland anime Le Big Show sur Game One puis, de 2006 à 2007, Play hit. Fin 2007, elle rejoint Direct 8 pour animer une émission entre 18 et 19 h, On aura tout vu. En 2007 et 2008, elle présente sur M6 du lundi au vendredi M6 music hits flash à 7 h avant d'assurer une chronique dans le Morning de 8 à 9 h.
Elle rejoint France Télévisions en 2008 où elle anime sur France 2 du lundi au vendredi à 18 h 5 Cote & Match, une émission consacrée au jeu de pronostics sportifs de la Française des jeux.
Toujours en 2008, elle rejoint la chaîne d'information en continu BFM TV pour assurer une chronique sur le show business dans la matinale du lundi au vendredi. Pendant plusieurs mois, elle assure également cette même chronique dans la tranche de la mi-journée animée par Ruth Elkrief.
En 2009, tout en continuant ses activités sur BFM TV, elle anime sur France 4 la Coupe d'Angleterre de football avec Laurent Luyat. À partir d'avril 2009, succédant à Ray Cokes, Louise Ekland présente également sur France 4 Louise Contre Attaque, une émission itinérante, qui couvre différents festivals musicaux.
En septembre 2009, elle rejoint la tranche du 19-20 h de BFM TV, pour y assurer à 19 h 40 une émission sur le show business. Son émission n'est pas renouvelée la saison suivante, mais la journaliste intervient dans différents rendez-vous entre 20 h et minuit.
En décembre 2010, elle participe à l'animation du Téléthon 2010 sur France Télévisions. En février 2011, elle présente aux côtés de Enora Malagré Frog & Rosbif sur France 4.
En mars 2011, Louise Ekland est membre du jury dans l'émission Top Chef de M6.

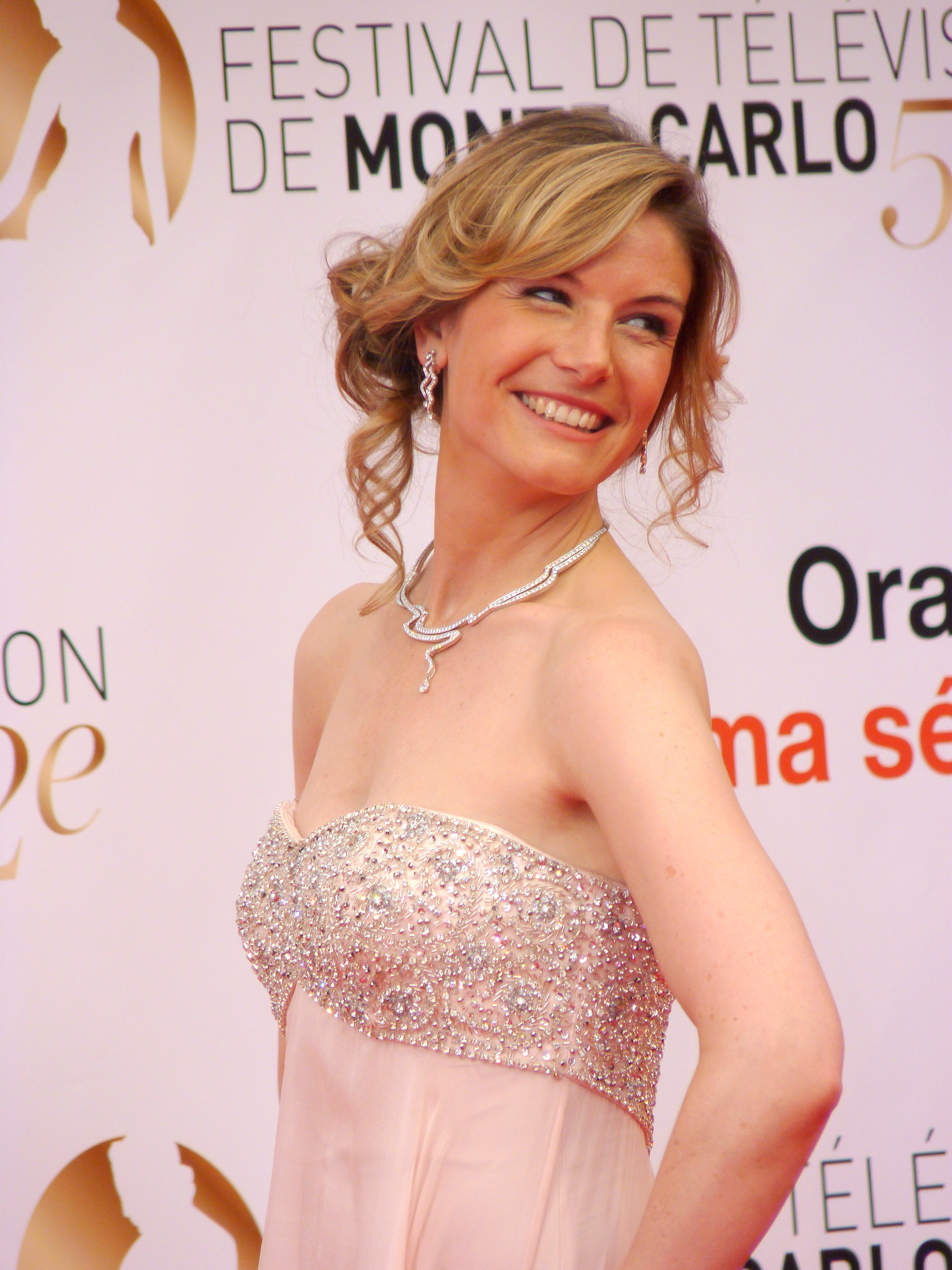
Louise Ekland au festival de télévision de Monte-Carlo 2012.

### Depuis 2012
En 2012, toujours présente sur BFM TV où elle présente chaque jour un reportage vers 20 h 45, elle anime parallèlement sur le service public le 19 mai 2012, la Nuit Doctor Who sur France 4.
Le 7 juin 2012, elle participe au jeu Fort Boyard diffusé le 21 juillet suivant pour l'association « Enfants de la Lune », avec Nelson Monfort, Stéphane Diagana, Frédérique Jossinet, Richard Dacoury et Jérôme Alonzo,.
Lors des Jeux olympiques de 2012 à Londres sur France Télévisions, en direct Louise Ekland sillonne la ville à bord d'un bus typique londonien, équipé de neuf caméras avec une plateforme installée à l’avant, tous les matins dès le préambule des retransmissions sportives sur France Télévisions.
En septembre 2012, elle rejoint l'équipe du talk-show C à vous sur France 5. Elle participe en tant qu'invitée à plusieurs émissions sur le service public comme Oh les filles ou Toute la télé chante pour Sidaction.
Du 29 avril 2013 au 10 mai 2013, Louise Ekland coanime le Grand Morning sur RTL2 entre 6 et 9 h en compagnie de Christophe Nicolas, en remplacement d'Agathe Lecaron. Matinale qu'elle animera durant la saison 2013-2014 ; sa rentrée est décalée au 14 octobre 2013 en raison de son congé maternité (intérim du 26 août au 11 octobre 2013 assuré par Marie-Pierre Schembri). Elle est remplacée par Stéphanie Renouvin lors de la rentrée 2014.
Elle participe à la présentation de Roland-Garros du 21 mai au 9 juin 2012, et du 27 mai au 9 juin 2013. Elle est encore au micro huit ans plus tard pour la remise des trophées après la finale du simple messieurs le 13 juin 2021.
Dès le 7 juillet 2014, elle retourne sur l'antenne de M6 en présentant provisoirement le programme 100 % Mag à la place de Marie-Ange Casalta. Dans le même temps, Louise Ekland co-anime avec Gérard Klein Mon incroyable marché le 20 août 2014 en deuxième partie de soirée. À la rentrée 2014, elle remplace définitivement Faustine Bollaert partie animer Rising Star, à la présentation de 100% Mag et Sandrine Corman à la présentation de La France a un incroyable talent.
Du 22 août 2016 au 7 juillet 2017, elle tient une rubrique sur Europe 1, juste après 9 h, dans la matinale de la station.
En septembre 2017, elle revient sur France Télévisions pour animer le magazine On a la solution ! sur France 3 le samedi matin.
Le 19 janvier 2018, Louise Ekland crée la société de production Ekland Group et renforce ainsi ses liens avec les diffuseurs avec notamment la production pour France Info (la chaîne info du groupe France Télévisions) de l’émission culturelle Cultissime.[réf. souhaitée]

### Vie privée
Louise Ekland a un fils prénommé Sacha, né le 27 août 2013. Elle est divorcée depuis 2018.
Elle est naturalisée française en juillet 2024. La cérémonie est présidée par le ministre des Armées Sébastien Lecornu.

## Émissions

### Parcours à la radio
- 2013-2014 : coanimatrice puis animatrice du Grand Morning sur RTL2
- 2016-2017 : chroniqueuse dans la matinale d'Europe 1
- Depuis 2021 : chroniqueuse dans Ils refont la France sur RTL

### Animatrice à la télévision
- 2005-2006 : La Game Zone puis Le Big show sur Game One
- 2006-2007 : Play hit sur Game One
- 2007 : On aura tout vu sur Direct 8
- 2007-2008 : M6 Music Hits Flash sur M6
- 2007-2008 : Le Morning sur M6 : chroniqueuse
- 2008 : Cote&Match sur France 2
- 2008-2012 : chroniqueuse/animatrice sur BFM TV
- 2009 : FA Cup sur France 4 avec Laurent Luyat
- 2009 : Louise contre attaque sur France 4
- 2009 : La Porte ouverte à toutes les fenêtres sur France 4 : participante
- 2010 : Téléthon sur France Télévisions
- 2011 : Frod and Rosbif sur France 4 : coprésentatrice avec Énora Malagré
- 2012 : La nuit de Doctor Who sur France 4
- 2012 : Jeux olympiques de Londres 2012 sur France Télévisions
- 2012 : La danse à tout prix sur France 2
- 2012 : L'art à tout prix sur France 2
- 2012-2013 : C à vous sur France 5 : chroniqueuse
- 2013-2014 : Tournoi de Roland Garros sur France Télévisions
- 2014 : 100% mag sur M6
- 2014 : Les 30 ans du Top 50 sur M6 avec Alex Goude
- 2014 : Mon incroyable marché sur M6 avec Gérard Klein
- 2014-2015 : La France a un incroyable talent sur M6 : coanimatrice avec Alex Goude
- 2015-2016 : Talent W9 sur W9
- 2015 : W9 Home Festival sur W9
- 2016 : Prix Talents W9 sur W9
- 2016 : Kate et William, la revanche de l'amour sur W9 avec Jérémy Côme
- 2016 : Daniel Balavoine : Vivre ou survivre sur W9
- 2016 : Euro 2016 sur M6 : reporter
- Depuis 2017 : On a la solution ! sur France 3
- 2018 : Mariage princier sur France 2 : reporter
- Depuis 2019 : Cultissime sur Franceinfo
- 2019 : Au tour de vélo sur RMC Découverte avec Gérard Holtz
- 2020 : Tirage au sort de la  Coupe du monde de rugby 2023 sur Franceinfo
- 2021 : finales de Roland-Garros 2021 sur France 2
- 2022 et 2023 : Cannes Festival sur Culturebox : coprésentatrice avec Daphné Bürki
- Depuis 2022 : Festival de Cannes sur France 2 et FranceInfo : reporter
- 2022 : Jubilé de la Reine Elizabeth II, avec Stéphane Bern et Julian Bugier sur France 2
- 2022, 2024 : Téléthon sur France Télévisions
- 2023 : Envoyé spécial sur France 2 : reportage sur Harry et Meghan
- 2023 : Couronnement de Charles III sur France 2 : reporter
- 2023 : Visite en France de Charles III sur France 2 : reporter
- 2023 : Défilé du 14 Juillet sur France 2 : reporter
- Depuis 2023 : Place au spectacle sur France 5
- 2024 : Marseille accueille la flamme olympique sur France 2 : reporter
- 2024 : Place aux jeux sur France 2 : coprésentatrice avec Mohamed Bouhafsi
- Depuis 2024 : Télématin sur France 2 : remplaçante

## Publications
- À moi les petits Français !, éditions du Rocher, 2017 (ISBN 978-2-268-09169-3).
- God Save my Queen, éditions du Rocher, 2022 (ISBN 978-2-268-10700-4).

## Chorégraphies
- Le Songe d'une nuit d'été, mis en scène par Sophie Lorotte, Neuilly-sur-Seine, théâtre le Village, 2004 (BNF 40077278).